# Don't You Worry Child
"Don't You Worry Child" är en singel av bandet Swedish House Mafia med sång av John Martin.   Singeln släpptes den 14 september 2012 och det är den sjätte sista singeln. Låten finns med i TV-spelen Just Dance 2014 och Just Dance 2015.
Låten blev nominerad till en Grammy.

## Listplaceringar och försäljningsresultat
"Don't You Worry Child" hamnade på Billboards topp tio-lista, den bedriften har inget svenskt band lyckats med sedan 1998. På Sverigetopplistan hamnade låten på en första plats.
I USA har låten sålt platina.

## Musikvideon
En musikvideo släpptes till låten den 14 september 2012, som spelades in under gruppens sista konsert i Storbritannien den 14 juli 2012 på National Bowl i Milton Keynes. I januari 2020 hade den över 660 miljoner visningar på YouTube.
Musikvideon är regisserad av Christian Larson.

## Låtlista
Digital nedladdning
| Nr | Titel                                    | Längd |
| -- | ---------------------------------------- | ----- |
| 1. | Don't You Worry Child (Radio Edit)       | 3:32  |
| 2. | Don't You Worry Child (Extended Mix)     | 6:43  |
| 3. | Don't You Worry Child (Acoustic Version) | 4:17  |
| 4. | Save the World (Zedd Remix)              | 6:21  |

Remixer
| Nr | Titel                                            | Längd |
| -- | ------------------------------------------------ | ----- |
| 2. | Don't You Worry Child (Promise Land Remix)       | 5:45  |
| 3. | Don't You Worry Child (Joris Voorn Remix)        | 7:03  |
| 4. | Don't You Worry Child (Tom Staar & Kryder Remix) | 6:20  |